# Nazionale femminile di pallamano dell'Islanda
La nazionale di pallamano femminile dell'Islanda rappresenta l'Islanda nelle competizioni internazionali di pallamano femminile e la sua attività è gestita dalla federazione di pallamano dell'Islanda.

## Competizioni principali

### Mondiali
- 2011: 12º posto

### Europei
- 2010: 15º posto
- 2012: 15º posto